# Rančířov
Rančířov település Csehországban, a Jihlavai járásban. Rančířov Čížov, Jihlava és Puklice településekkel határos. Lakosainak száma 546 fő (2024. január 1.).

## Népesség
A település lakosságának változását az alábbi diagram mutatja:
| Lakosok száma | 261  | 255  | 259  | 190  | 196  | 372  | 406  | 430  | 452  | 546  |
|               | 1869 | 1900 | 1921 | 1961 | 1980 | 2011 | 2016 | 2019 | 2021 | 2024 |